# Durminhac
Durmignat és un municipi francès situat al departament del Puèi Domat i a la regió d'Alvèrnia-Roine-Alps. L'any 2018 tenia 210 habitants.

## Demografia

### Població
El 2007 la població de fet de Durmignat era de 201 persones. Hi havia 96 famílies de les quals 36 eren unipersonals (20 homes vivint sols i 16 dones vivint soles), 28 parelles sense fills, 28 parelles amb fills i 4 famílies monoparentals amb fills.
La població ha evolucionat segons el següent gràfic:
Habitants censats

### Habitatges
El 2007 hi havia 163 habitatges, 96 eren l'habitatge principal de la família, 47 eren segones residències i 20 estaven desocupats. 160 eren cases i 3 eren apartaments. Dels 96 habitatges principals, 83 estaven ocupats pels seus propietaris, 10 estaven llogats i ocupats pels llogaters i 3 estaven cedits a títol gratuït; 7 tenien dues cambres, 21 en tenien tres, 32 en tenien quatre i 37 en tenien cinc o més. 72 habitatges disposaven pel capbaix d'una plaça de pàrquing. A 45 habitatges hi havia un automòbil i a 39 n'hi havia dos o més.

### Piràmide de població
La piràmide de població per edats i sexe el 2009 era:
| Homes | Edats   | Dones |
| ----- | ------- | ----- |
| 0     | 95 o +  | 4     |
| 0     | 90 a 94 | 4     |
| 0     | 85 a 89 | 0     |
| 0     | 80 a 84 | 0     |
| 16    | 75 a 79 | 12    |
| 8     | 70 a 74 | 4     |
| 8     | 65 a 69 | 4     |
| 20    | 60 a 64 | 8     |
| 0     | 55 a 59 | 4     |
| 12    | 50 a 54 | 4     |
| 4     | 45 a 49 | 8     |
| 4     | 40 a 44 | 8     |
| 4     | 35 a 39 | 0     |
| 4     | 30 a 34 | 8     |
| 4     | 25 a 29 | 0     |
| 8     | 20 a 24 | 0     |
| 4     | 15 a 19 | 8     |
| 0     | 10 a 14 | 0     |
| 4     | 5 a 9   | 4     |
| 0     | 0 a 4   | 0     |

## Economia
El 2007 la població en edat de treballar era de 116 persones, 84 eren actives i 32 eren inactives. De les 84 persones actives 77 estaven ocupades (40 homes i 37 dones) i 7 estaven aturades (3 homes i 4 dones). De les 32 persones inactives 15 estaven jubilades, 5 estaven estudiant i 12 estaven classificades com a «altres inactius».

### Ingressos
El 2009 a Durmignat hi havia 94 unitats fiscals que integraven 195 persones, la mediana anual d'ingressos fiscals per persona era de 15.072 €.

### Activitats econòmiques
Dels 5 establiments que hi havia el 2007, 1 era d'una empresa alimentària, 3 d'empreses de construcció i 1 d'una empresa de serveis.
Dels 2 establiments de servei als particulars que hi havia el 2009, 1 era un paleta i 1 electricista.
L'únic establiment comercial que hi havia el 2009 era una fleca.
L'any 2000 a Durmignat hi havia 31 explotacions agrícoles que ocupaven un total de 976 hectàrees.

## Poblacions més properes
El següent diagrama mostra les poblacions més properes.